# Лоизос, Манос
Ма́нос Лои́зос (греч. Μάνος Λοΐζος, англ. Manos Loïzos, 22 октября 1937, Александрия, Египет — 17 сентября 1982, Москва, СССР) — греческий певец и композитор, общественный деятель-антифашист.

## Биография
Манос Лоизос родился 22 октября 1937 года в Александрии. Его отец Андреас  был с родом с Кипра  (Агиос Вавациниа  — деревня в провинции Ларнака), а мать Деспина  — с острова Родос. В 17 лет Манос Лоизос уехал в Грецию. В Афинах он поступил в университет на фармакологический факультет, но скоро бросил обучение и полностью посвятил себя музыке, хотя так и не получил музыкального образования.
Параллельно с музыкальной карьерой, начавшейся в 1963 году, он стал активным участником общественной жизни страны. Манос Лоизос не скрывал свои левые взгляды и жестоко критиковал хунту «чёрных полковников», активно действовал в рядах Коммунистической партии Греции, и уже в 1967 году его музыкальные произведения получили всенародное признание.
Манос Лоизос умер 17 сентября 1982 года в Москве, куда приехал на лечение. 2007 год в Греции был назван годом Маноса Лоизоса.